# Лактіонов Микола Ілліч
Лактіонов Микола Ілліч (21 листопада 1926 — 7 січня 2007) — вчений ґрунтознавець, доктор сільськогосподарських наук, професор кафедри ґрунтознавства Харківського національного аграрного університету імені В. В. Докучаєва.

## Біографія
Микола Ілліч народився 21 листопада 1926 року у с. Якимівка (нині смт), Запорізької області в родині селянина.
1943-1946 – у листопаді 1943 року брав участь у бойових діях на Сталінградському напрямку. Після звільнення Запорізької області знову повернувся у рідний радгосп «Каучук», де працював як експедитор, моторист, електромонтер, а потім — водій.
З 1946 по 1947 роки учень Мелітопольського сільськогосподарського технікуму, 
З 1947 по 1949 роки продовжив навчання у Липковатівському сільгосптехнікумі (Харківська область).
З 1949 по 1954 роки навчання у Харківському сільськогосподарському інституті імені В. В. Докучаєва (ХСГІ). Здобув спеціальність учений агроном-ґрунтознавець агрохімік.
З 1954 по 1957 роки аспірантура при Лабораторії ґрунтознавства АН УРСР за наукового керівництва професора М. К. Крупського.
З 1957 по 1959 роки завідувач лабораторії масових аналізів УкрНДІ ґрунтознавства та експедиції з обстеження ґрунтів України.
З 1959 по 1967 роки асистент, потім доцент кафедри ґрунтознавства ХСГІ.
У 1967 році захистив кандидатську дисертацію на тему: «Колоїдно-хімічні дослідження гумусу як полідисперсної системи».
З 1963 по 1967 роки декан і проректор факультету заочної освіти ХСГІ.

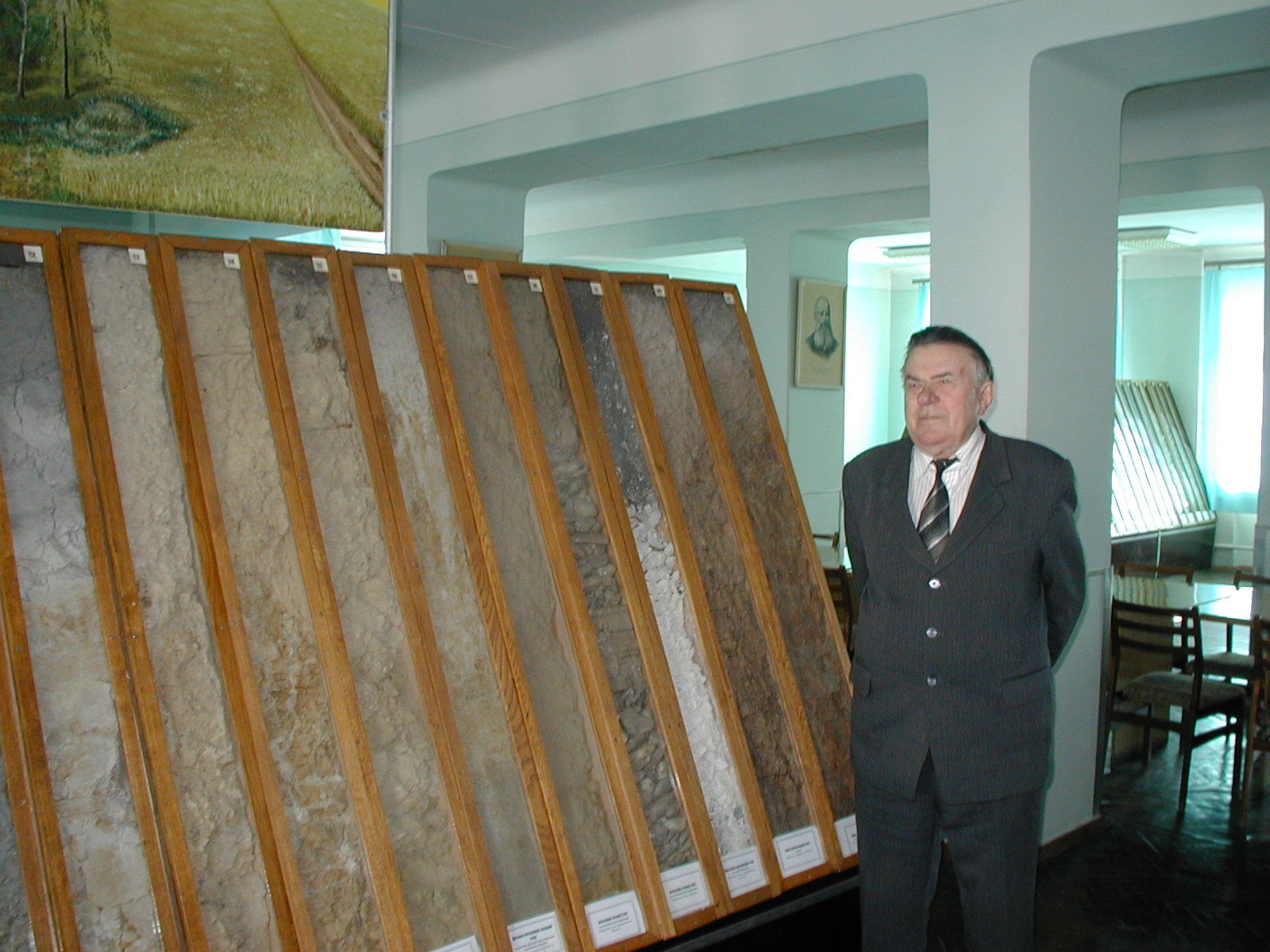
Лактіонов Микола Ілліч у Музеї генезису і картографії ґрунтів на кафедрі ґрунтознавства Харківського національного аграрного університету імені В. В. Докучаєва (нині Державного біотехнологічного університету)

У 1978 році захистив докторську дисертацію за темою «Закономірності трансформації органічних колоїдів у чорноземах за їх сільськогосподарського використання».
У 1979 році отримав вчене звання професора з ґрунтознавства.
З 1967 по 1993 роки проректор з начальної роботи ХСГІ (ХДАУ).
З 1993 по 1996 роки ректор Харківського державного аграрного університету.
З 1979 по 2005 роки завідувач кафедри ґрунтознавства ХСГІ (ХДАУ, ХНАУ).
З 2005 по 2006 роки професор кафедри ґрунтознавства Харківського національного аграрного університету ім. В. В. Докучаєва
Помер 7 січня 2007 р. похований у с. Докучаєвське у Харківській обл.

## Праці
Вчений опублікував більше 150 наукових і навчальних робіт – монографії, підручники, навчальні посібники, статті, лекції-брошури. 
Основні публікції:
- Органічна частина ґрунту в агрономічному аспекті: монографія (1998);
- Ґрунтознавство з основами геології. Лекції для студентів спеціальності «Захист рослин» (1971);
- Гумус — природна дисперсна система (2000);
- Агроґрунтознавство. Навчальний посібник (2001);
- Грунтоперетворювальний вплив деревинної рослинності. Лекція (1986).
- Органічна частина ґрунту. Лекція (1986).
- Ґрунтові колоїди. Лекція (1991).
- Особенности строения гидрозолей гуминовых кислот и гуматов натрия. Почвоведение. №7. 1992. С 129-134.
- Проблеми вчення про органічну частину ґрунтів. Агрохімія і грунтознавство. Міжвід. темат. наук. зб. 2001. Вип. 61. С. 3-11.

## Головні наукові досягнення
Розроблено методику фракціонування активного гумусу ґрунтів за допомогою висхідної хроматографії, що дозволило вперше продемонструвати чіткі розбіжності між властивостями гумінових кислот і гуматів.
Встановлено, що гумусові речовини в природному стані не можуть класифікуватися як високомолекулярні сполуки, а повинні бути віднесені до класу колоїдних поверхнево-активних речовин.
Запропоновано схему будови міцели гумусу, як агрегату хінон амінокислотних  макромолекул, що пояснює її гідрофільність.
Експериментально доведено сутність, механізм і хімізм парадоксального явища необоротної адсорбції негативно заряджених гуматів на негативно заряджених глинистих частках. Запропоновано схему “будови” ґрунтового колоїдного органо-мінерального комплексу.
Для агрономічної характеристики органічної частини ґрунтів запропоновано об'єктивний критерій — показник реакційної здатності гумусу, яким узагальнено кількісні і якісні зміни гумусу в орних ґрунтах (Авторське свідоцтво на спосіб прогнозування родючості ґрунтів за гумусом, 1973).
Цілеспрямована наукова діяльність М. І. Лактіонова, лекції з ґрунтознавства для студентів та керівництво дослідницькою роботою аспірантів, пошукачів і магістрів зумовили створення власної школи дослідників гумусу ґрунтів як визначальної характеристики їхнього генезису і трансформації у процесі землеробського використання. Під керівництвом М. І. Лактіонова 10 науковців набули вченого ступеня кандидата наук.

## Відзнаки та нагороди
Педагогічна і наукова діяльність професора М. І. Лактіонова відзначена численними нагородами:
- орден «Знак пошани» (1971)
- медаль «За доблесну працю» (1970)
- медаль «Ветеран праці» (1985)
- подякою Головного управління вищої і середньої сільськогосподарської освіти СРСР (1972)
- нагрудний знак «За отличные успехи в работе» Міністерства вищої і середньої спеціальної освіти СРСР (1976)
- бронзовою медаллю учасника Виставки досягнень народного господарства СРСР (1976)
- трудовою відзнакою «Знак Пошани» Міністерства аграрної політики України (2004)
- почесною грамотою Мінагрополітики України (2006)·
- За значні досягнення в галузі науки і культури, вагомий внесок у розв'язання соціально-економічних проблем Харківщини рішенням Комітету з призначення іменних стипендій Харківської обласної державної адміністрації в галузі науки і культури в 1999 р. було призначено стипендію імені академіка О. Н. Соколовського. Значний внесок у вітчизняну науку відзначено медаллю В. В. Докучаєва.